# Tetsuya Totsuka
Tetsuya Totsuka (戸塚 哲也, Totsuka Tetsuya, Tokio, 24 april 1961) is een Japans voormalig voetballer die als middenvelder speelde.

## Clubcarrière
Totsuka begon zijn carrière in 1979 bij Yomiuri, de voorloper van Verdy Kawasaki. Met deze club werd hij in 1983, 1984, 1986/87, 1990/91, 1991/92 en 1993 kampioen van Japan. In 16 jaar speelde hij er 256 competitiewedstrijden en scoorde 68 goals. In het seizoen 1994 kwam hij op huurbasis uit voor Kashiwa Reysol. Totsuka beëindigde zijn spelersloopbaan in 1995.

## Japans voetbalelftal
Tetsuya Totsuka debuteerde in 1980 in het Japans nationaal elftal en speelde 18 interlands, waarin hij 3 keer scoorde.

## Statistieken
| Japans voetbalelftal | Japans voetbalelftal | Japans voetbalelftal |
| Jaar                 | Wed.                 | Dlp.                 |
| -------------------- | -------------------- | -------------------- |
| 1980                 | 4                    | 0                    |
| 1981                 | 8                    | 0                    |
| 1982                 | 4                    | 3                    |
| 1983                 | 0                    | 0                    |
| 1984                 | 0                    | 0                    |
| 1985                 | 2                    | 0                    |
| Totaal               | 18                   | 3                    |